# عبدالرحیم برعی
عبدالرحیم بن احمد بُرَعی همچنین با نسبت‌های هاجری و یمنی (؟ -۱۴۰۰م) شاعر عربی یمنی در سدهٔ هشتم هجری بود که دیوان اشعارش برجا مانده است و چاپ شده. اما از زندگی‌اش چیزهای بسیاری دانسته نیست. او را شاعری وجدانی و احساس‌مدار وصف کرده‌اند که بخشی از شعرهایش در مدح پیامبر اسلام است و بخشی دیگر با تعابیر صوفیانه بیان شده. 